# Élections législatives de 1946 dans le Nord
Les élections législatives françaises de 1946 se tiennent le 10 novembre. Ce sont les premières élections législatives de la Quatrième république, après l'adoption lors du référendum du 13 octobre d'une nouvelle constitution.

## Mode de scrutin
L'Assemblée nationale est composée de 618 sièges pourvus au scrutin proportionnel plurinominal suivant la règle de la plus forte moyenne dans le cadre départemental, sans panachage. 
Le vote préférentiel est admis, en inscrivant un numéro d'ordre en face du nom d'un, de plusieurs ou de tous les candidats de la liste. Mais l'ordre ne pourra être modifier que si au moins la moitié des suffrages portés sur la liste est numéroté. Dans les faits les modifications ne dépasseront jamais les 7%.
Dans le département du Nord, vingt-quatre députés sont à élire, soit deux de plus que lors des élections aux constituantes d'octobre 1945 et de juin 1946.
Les législateurs ne voulant pas que les circonscriptions dépassent les 10 sièges, le département est découpé en 3 circonscriptions. Ce découpage est maintenue avec la nouvelle constitution.
- La première correspond aux arrondissements de Dunkerque et d'Hazebrouck, elle est dotée de 4 sièges.
- La deuxième regroupe l'arrondissement de Lille, qui élit 10 députés contre 9 lors des constituantes.
- La troisième englobe le reste du département soit les arrondissements de Douai, Valenciennes, Cambrai et Avesnes et gagne également un siège pour en arriver à 10.

## Élus
| Député sortant      | Parti | Parti | Député élu ou réélu | Parti | Parti |
| ------------------- | ----- | ----- | ------------------- | ----- | ----- |
| 1re Circonscription |       |       |                     |       |       |
| Marcel Darou        |       | SFIO  | Marcel Darou        |       | SFIO  |
| Hector Legry        |       | MRP   | André Pierrard      |       | PCF   |
| Robert Prigent      |       | MRP   | Robert Prigent      |       | MRP   |
| Paul Reynaud        |       | RI    | Paul Reynaud        |       | RI    |
| 2e Circonscription  |       |       |                     |       |       |
| Arthur Ramette      |       | PCF   | Arthur Ramette      |       | PCF   |
| Eugène Doyen        |       | PCF   | Eugène Doyen        |       | PCF   |
| Augustin Laurent    |       | SFIO  | Augustin Laurent    |       | SFIO  |
| Denis Cordonnier    |       | SFIO  | Denis Cordonnier    |       | SFIO  |
| Rachel Lempereur    |       | SFIO  | Rachel Lempereur    |       | SFIO  |
| Maurice Schumann    |       | MRP   | Maurice Schumann    |       | MRP   |
| Jules Duquesne      |       | MRP   | Jules Duquesne      |       | MRP   |
| Jean Catrice        |       | MRP   | Jean Catrice        |       | MRP   |
| Louis Christiaens   |       | RI    | Louis Christiaens   |       | RI    |
| Siège créé          |       |       | Paul Theeten        |       | RI    |
| 3e Circonscription  |       |       |                     |       |       |
| Henri Martel        |       | PCF   | Henri Martel        |       | PCF   |
| Arthur Musmeaux     |       | PCF   | Arthur Musmeaux     |       | PCF   |
| Émilienne Galicier  |       | PCF   | Émilienne Galicier  |       | PCF   |
| Eugène Thomas       |       | SFIO  | Eugène Thomas       |       | SFIO  |
| Raymond Gernez      |       | SFIO  | Raymond Gernez      |       | SFIO  |
| Robert Coutant      |       | SFIO  | Albert Maton        |       | PCF   |
| Paul Gosset         |       | MRP   | Paul Gosset         |       | MRP   |
| Émile Bocquet       |       | MRP   | Émile Bocquet       |       | MRP   |
| Robert Nisse        |       | RI    | Robert Nisse        |       | RI    |
| Siège créé          |       |       | Henri Mallez        |       | RI    |

## Résultats

### 1recirconscription (Dunkerque-Hazebrouck)
| Parti    | Parti    | Tête de liste  | Résultats | Résultats | Sièges |  |
| Parti    | Parti    | Tête de liste  | Voix      | %         |        |  |
| -------- | -------- | -------------- | --------- | --------- | ------ |  |
|          | SFIO     | Marcel Darou   | 38 936    | 31,73     | 1      |  |
|          | MRP      | Robert Prigent | 36 821    | 30,00     | 1      |  |
|          | RI       | Paul Reynaud   | 26 305    | 21,44     | 1      |  |
|          | PCF      | André Pierrard | 20 658    | 16,83     | 1 1    |  |
|          |          |                |           |           |        |  |
| Inscrits | Inscrits | Inscrits       | 150 516   | 100,00    | 4      |  |
| Votants  | Votants  | Votants        | 125 097   | 83,11     |        |  |
| Exprimés | Exprimés | Exprimés       | 122 720   | 98,10     |        |  |

### 2ecirconscription (Lille)
| Parti    | Parti     | Tête de liste     | Résultats | Résultats | Sièges |  |
| Parti    | Parti     | Tête de liste     | Voix      | %         |        |  |
| -------- | --------- | ----------------- | --------- | --------- | ------ |  |
|          | MRP       | Maurice Schumann  | 131 095   | 28,89     | 3      |  |
|          | SFIO      | Augustin Laurent  | 113 298   | 24,97     | 3      |  |
|          | PCF       | Arthur Ramette    | 110 254   | 24,30     | 2      |  |
|          | RI-Gaull. | Louis Christiaens | 94 657    | 20,86     | 2 1    |  |
|          | PCI       | Maurice Juillia   | 4 421     | 0,97      | -      |  |
|          |           |                   |           |           |        |  |
| Inscrits | Inscrits  | Inscrits          | 520 875   | 100,00    | 10 1   |  |
| Votants  | Votants   | Votants           | 461 687   | 88,64     |        |  |
| Exprimés | Exprimés  | Exprimés          | 453 725   | 98,28     |        |  |

### 3ecirconscription (Douai-Valenciennes-Cambrai-Avesnes)
| Parti    | Parti     | Tête de liste | Résultats | Résultats | Sièges |  |
| Parti    | Parti     | Tête de liste | Voix      | %         |        |  |
| -------- | --------- | ------------- | --------- | --------- | ------ |  |
|          | PCF       | Henri Martel  | 160 074   | 36,79     | 4 1    |  |
|          | SFIO      | Eugène Thomas | 110 977   | 25,50     | 2 1    |  |
|          | RI-Gaull. | Robert Nisse  | 87 908    | 20,20     | 2 1    |  |
|          | MRP       | Paul Gosset   | 76 202    | 17,51     | 2      |  |
|          |           |               |           |           |        |  |
| Inscrits | Inscrits  | Inscrits      | 506 799   | 100,00    | 10 1   |  |
| Votants  | Votants   | Votants       | 439 935   | 86,81     |        |  |
| Exprimés | Exprimés  | Exprimés      | 435 161   | 98,92     |        |  |